# Arnold Layne
«Arnold Layne» («Арнольд Лейн») — первый сингл рок-группы Pink Floyd. Песня написана Сидом Барреттом, одним из основателей Pink Floyd и лидером группы в то время. 11 марта 1967 года, вскоре после подписания контракта с EMI, песня вышла в свет и вскоре достигла 20-го места в хит-параде Великобритании.
Джон Пил включил «Arnold Layne» в Peelennium, список композиций, представлявших музыку XX столетия. Она была упомянута также в книге музыкального журналиста Брюса Поллока «7500 наиболее значительных песен 1944—2000». В 2006 году песня вошла в список «50 лучших британских треков за всю историю», составленный журналом Mojo, а в следующем году она заняла 56-е место среди «100 записей, изменивших мир», по версии того же издания.

## История
В феврале 1967 года группа стала профессиональной, то есть музыканты решили в будущем жить только на доходы от музыкальной деятельности. В марте они подписали контракт с мейджор-лейблом EMI, и 11 марта 1967-го выходит первый сингл Pink Floyd «Arnold Layne / Candy and а Currant Bun». Песня «Arnold Layne», расположенная на стороне «A», была записана на студии Sound Techniques 29 января с продюсером Джо Бойдом. Песня эта стала хрестоматийным примером британской психоделии и положила начало новой эре в поп-музыке.
Это был рассказ о трансвестите по имени Арнольд Лейн, который ночью при свете луны похищал с верёвок женское бельё, а потом перед зеркалом наряжался в похищенное. Реакция на появление такого необычного персонажа была неоднозначной. Одни назвали песню грязной, другие, наоборот, умной и ироничной. Сам автор вовсе не стремился вызвать скандал: «Я просто написал песню. Арнольд Лейн — такое милое имя… И я подумал, что у него должно быть хобби…» На самом деле песня была основана на реальном эпизоде из кембриджской юности Барретта и Роджера Уотерса. Матери обоих будущих «флойдов» сдавали комнаты студенткам местного колледжа, и в саду за домом на верёвках сушились гирлянды женского нижнего белья. Вся местная общественность была взбудоражена, когда вдруг ночью это бельё стало исчезать.
Радиостанции отказывались передавать в эфир эту песню, и несмотря на это, сингл поднялся на 20-е место британского чарта. Pink Floyd впервые появились на престижной телепередаче Top of the Pops, и их имя стало известным всей стране.